# Комп'ютерна миша

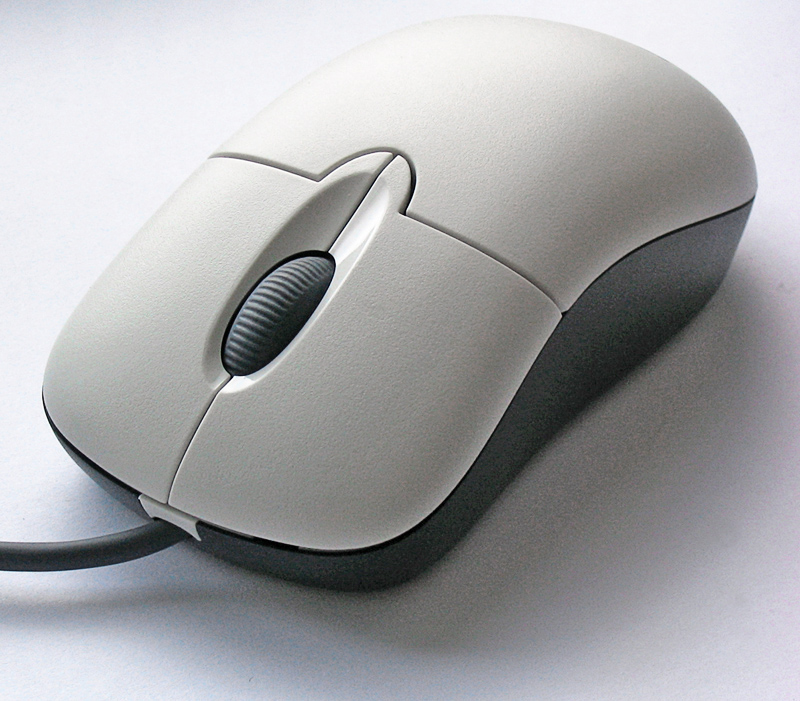
Типова сучасна миша — це оптична з двома кнопками (лівою та правою) та коліщатком прокрутки, яке може працювати як третя кнопка

Комп'ютерна миша — координатний пристрій для керування курсором та надсилання команд комп'ютера. Керування курсором здійснюється через переміщення миші килимком або іншою придатною для цього поверхнею. Кнопки та коліщатко миші виконують певні функції, наприклад: активація вибраного об'єкта, виклик контекстного меню, вертикальна або горизонтальна (у спеціалізованих мишах) прокрутка вебсторінок, вікон операційної системи та електронних документів. Миша може мати додаткові кнопки, такі як «double click» (укр. «подвійний клік»), «вперед», «назад», або навіть цифрову клавіатуру. Також є моделі з програмованими кнопками, які дають змогу закріплювати за ними виконання користувацьких задач.
Комп'ютерна миша здобула широке поширення з появою графічного інтерфейсу користувача на персональних комп'ютерах. Крім миші, є інші пристрої введення аналогічного призначення: трекболи, трекпойнти, тачпади, дигітайзери та сенсорні екрани.

## Принцип дії
Комп'ютерна миша реєструє рух у робочій площині та передає цю інформацію комп'ютера. Програма, що працює на комп'ютері, у відповідь на рух миші виконує на екрані дію, яка відповідає напрямку й відстані цього руху. У різних інтерфейсах (наприклад, у віконних) за допомогою миші користувач керує спеціальним курсором — покажчиком, яким маніпулює елементами інтерфейсу. Іноді команди вводяться мишею без участі видимих елементів інтерфейсу програми, через аналіз рухів миші. Такий спосіб отримав назву жести мишею.
Окрім датчика руху, миша може мати одну або кілька кнопок, а також додаткові елементи керування (коліщатка прокрутки, потенціометри, джойстики, трекболи, клавіші тощо). Їхня дія зазвичай залежить від поточного положення курсора або компонентів певного інтерфейсу.
Елементи управління мишею значною мірою натхненні концепцією акордної клавіатури. Миша, спочатку розроблена як доповнення до акордової клавіатури, згодом фактично її замінила.
Деякі моделі мишей мають вбудовані додаткові функції, такі як годинник, калькулятор чи телефон.

## Історія
9 грудня 1968 року комп'ютерну мишу було вперше представлено на демонстрації інтерактивних пристроїв у Каліфорнії. Патент на цей пристрій отримав Дуглас Енгельбарт у 1970 році.
Першим комп'ютером, оснащеним мишею, став мінікомп'ютер Xerox 8010 Star Information System, представлений у 1981 році. Миша фірми Xerox мала три кнопки й коштувала 400 доларів США, що з урахуванням інфляції еквівалентно майже 1000 доларам у цінах 2012 року. У 1983 році компанія Apple випустила власну однокнопкову мишу для комп'ютера Lisa, вартість якої вдалося зменшити до 25 доларів. Комп'ютерна миша набула широкої популярності завдяки використанню в комп'ютерах Macintosh та пізніше в операційній системі Microsoft Windows для IBM PC сумісних комп'ютерів.

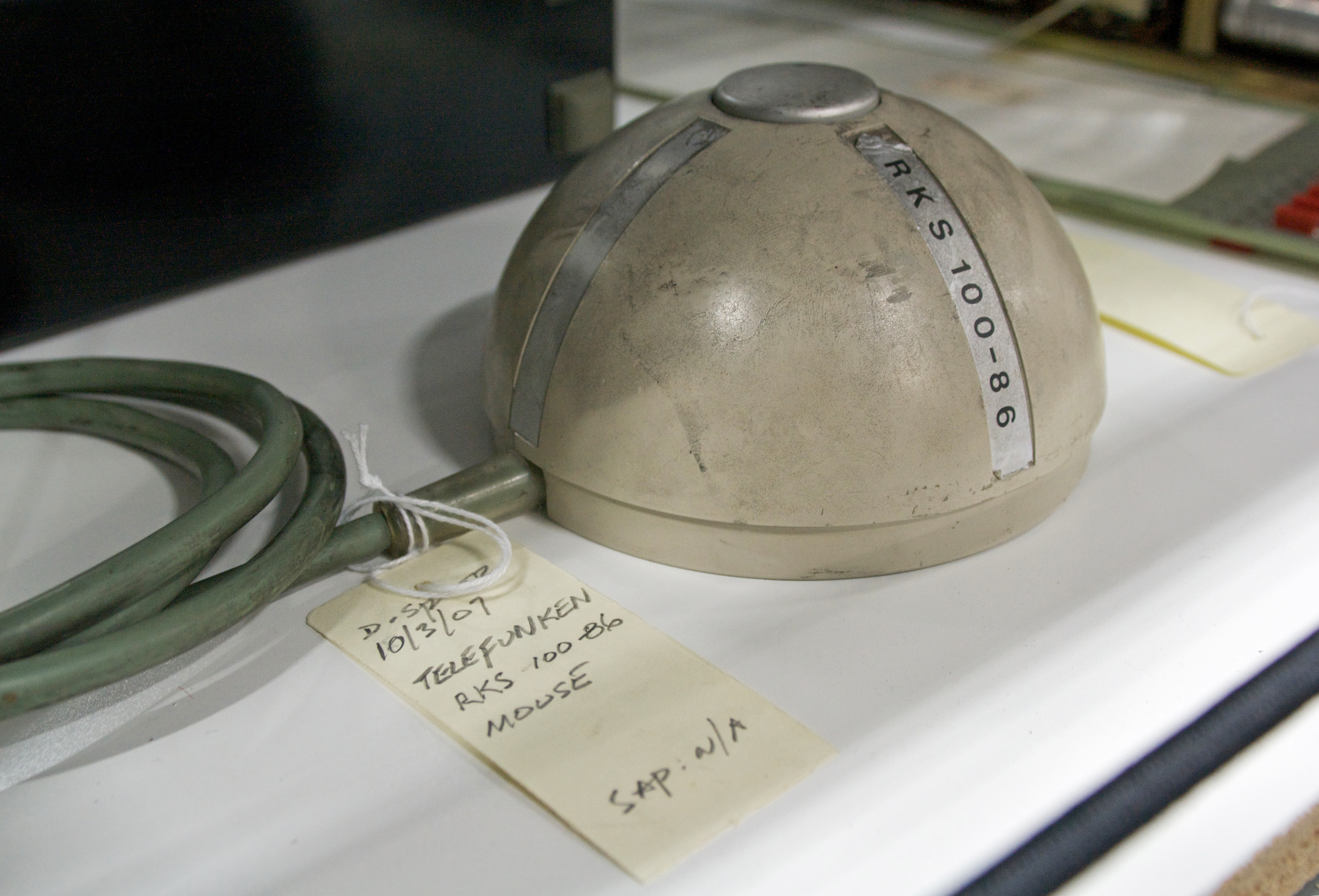
Напівсферична миша Telefunken Rollkugel RKS 100-86

У СРСР маніпулятор «Миша» також називали «Колобком» через обертову опорну кульку, яку асоціювали із казковим персонажем «Колобком». Крім того, випускали комп'ютерну мишу під назвою «Маніпулятор „Колобок“», що мала важку металеву кулю, яка не була покрита гумою.

## Датчики руху
У процесі «еволюції» комп'ютерної миші найбільших змін зазнали датчики переміщення.

### Прямий привід
Початкова конструкція датчика руху миші, винайденої Дугласом Енгельбартом у Стенфордському дослідному інституті у 1963 році, складалася з двох перпендикулярних коліс, що виступають із корпусу пристрою. При переміщенні миші колеса крутилися кожне у своєму вимірі.
Така конструкція мала багато недоліків і незабаром була замінена на мишу з кульовим приводом.

### Кульовий привід
У кульовому приводі рух миші передається на виступаючу з корпусу сталеву кульку покриту гумою (її вага й гумове покриття забезпечують хороше зчеплення з робочою поверхнею). Два притиснутих до кульки ролики знімають її рухи по кожному з вимірювань і передають на датчики кута повороту (інкрементальні енкодери), що перетворюють ці рухи в електричні сигнали.
Основним недоліком кулькового приводу є забруднення кульки та роликів знімання, що призводить до заклинювання миші та необхідності періодичного очищення (частково цю проблему було згладжено металізацією роликів). Попри свої недоліки, кульовий привід довгий час домінував, успішно конкуруючи з альтернативними конструкціями датчиків. Нині кулькові миші майже повністю витіснені оптичними мишами другого покоління.
Існували два варіанти датчиків кулькового приводу.

#### Контактний кодер
Контактний датчик являє собою текстолітовий диск з радіальними металевими доріжками та трьома притиснутими до нього контактами. Такий датчик дістався кульковій миші від прямого приводу.
Основними недоліками контактних датчиків є контактне окислення, швидке зношування і низька точність. Тому з часом всі миші перейшли на безконтактні оптичні.

#### Оптичний кодер

Покажчик оптрона в кульковій миші

Оптичний датчик складається з подвійної оптопари — світлодіода і двох фотодіодів (зазвичай інфрачервоного) і диска з отворами або радіальними прорізами, який блокує світловий потік при його обертанні. При переміщенні миші диск обертається, і з фотодіодів знімається сигнал з частотою, що відповідає швидкості руху миші. Різниця фаз між двома фотодіодами визначає напрямок обертання. Подібний датчик розташований на колесі прокрутки.

### Оптичні миші першого покоління
Оптичні датчики призначені для безпосереднього відстеження руху робочої поверхні відносно миші. Усунення механічної складової забезпечило більш високу надійність і дозволило підвищити роздільну здатність детектора.
Перше покоління оптичних датчиків було представлено різними схемами оптопарних датчиків з непрямим оптичним зв'язком — світловипромінювальним і приймальним відбиттям від робочої поверхні світлочутливих діодів. У таких датчиків була одна спільна риса — вони вимагали спеціального штрихування (перпендикулярні або ромбоподібні лінії) на робочій поверхні (килимок для миші). На деяких килимах ці штрихування робили фарбами, які були невидимими при звичайному освітленні (на таких килимках міг бути навіть малюнок).
Недоліками таких датчиків зазвичай називають:
- необхідність використання спеціального килимка і неможливість заміни його на інший. Крім усього іншого, колодки різних оптичних мишей часто не були взаємозамінними та не вироблялися окремо;
- необхідність певної орієнтації миші відносно килимка, інакше миша працюватиме некоректно;
- чутливість миші до бруду на килимку (адже вона стикається з рукою користувача) — сенсор нерішуче сприймав затінення на брудних ділянках килимка;
- висока вартість пристрою.

### Оптичні миші з матричним сенсором

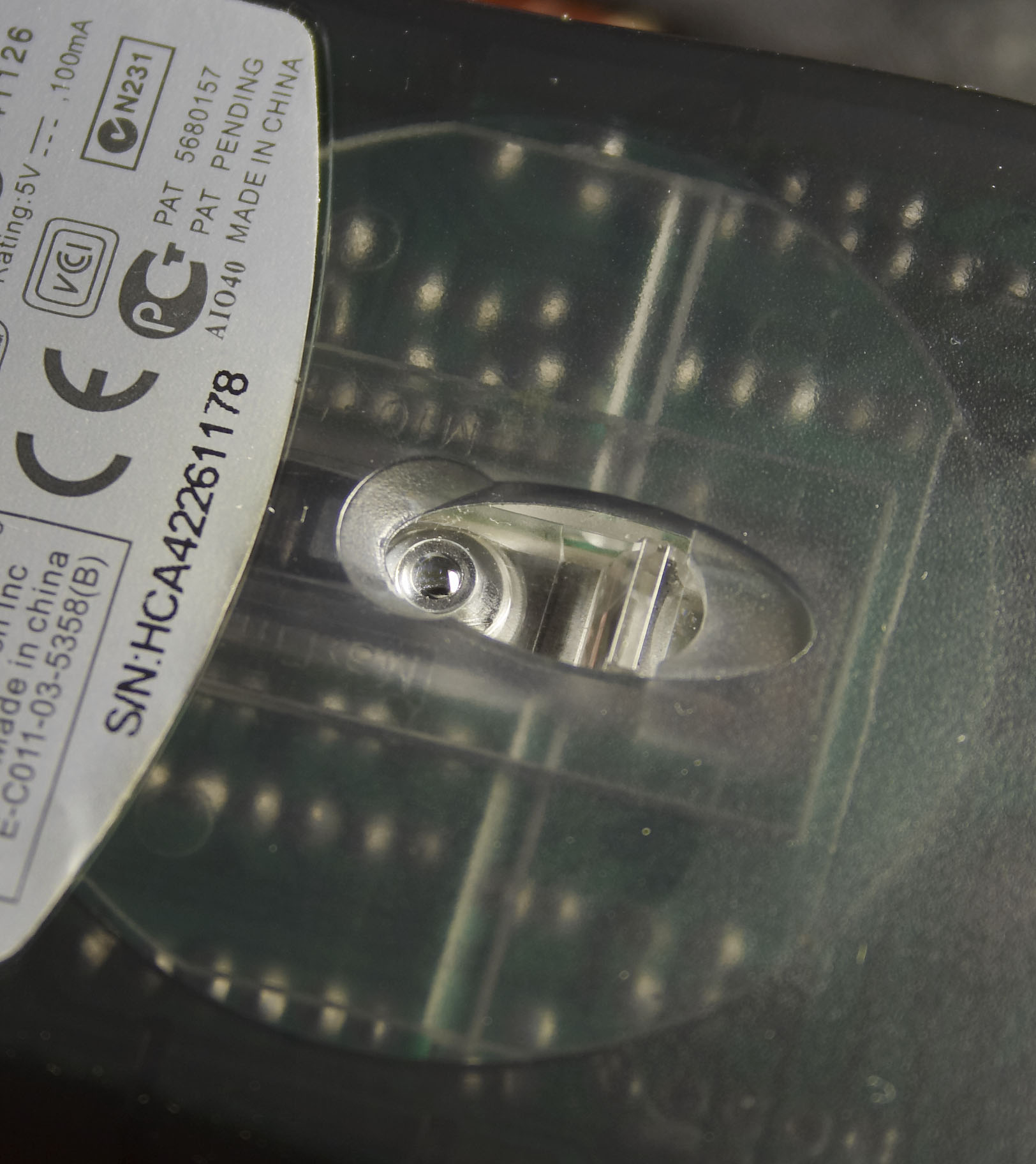
Миша з оптичним датчиком

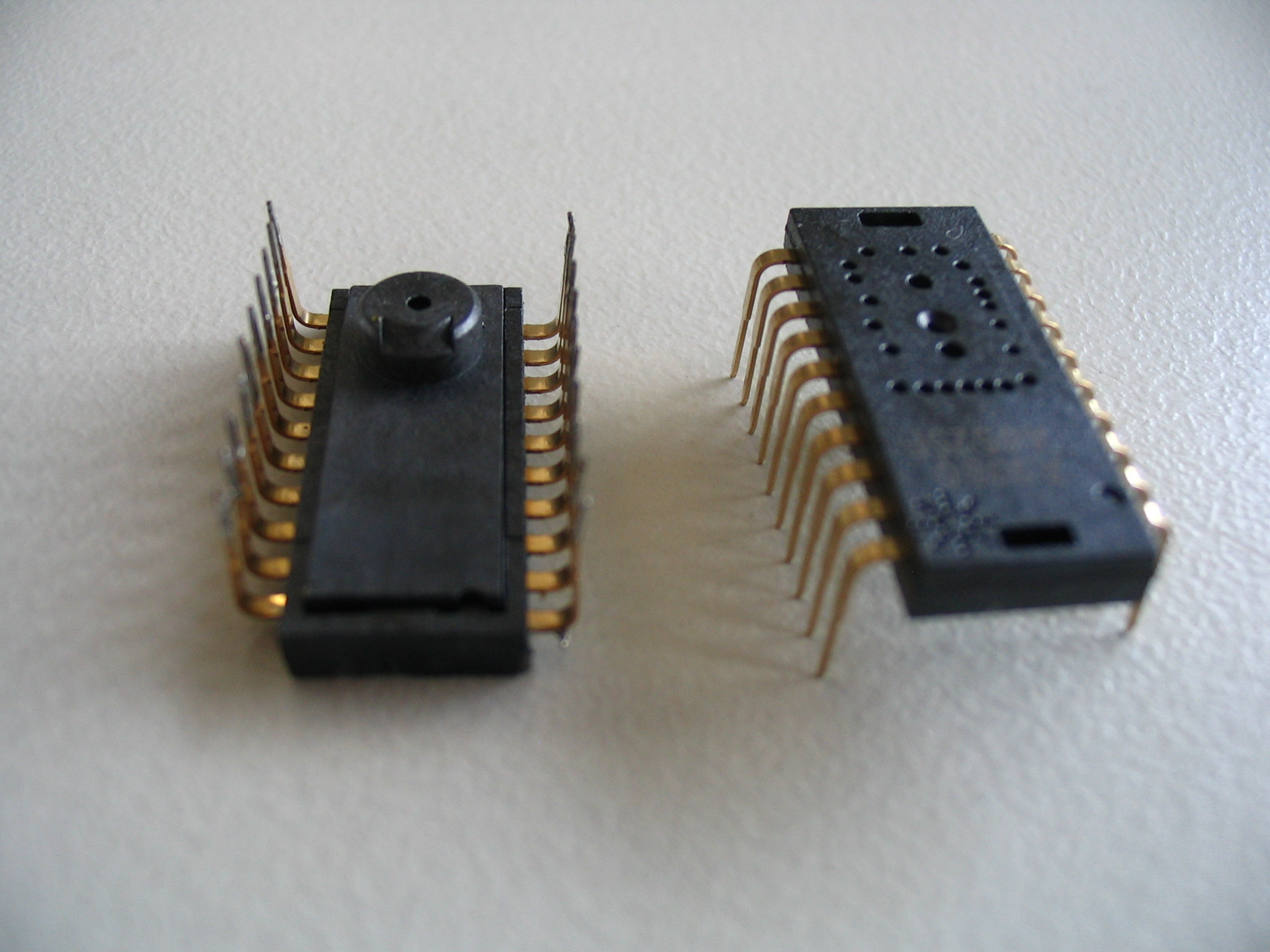
Мікросхема оптичного датчика другого покоління

Друге покоління оптичних мишей має більш витончений дизайн. У нижній частині мишки встановлена спеціальна швидка відеокамера. Він безперервно робить знімки поверхні столу та порівнює їх, щоб визначити напрямок і кількість руху миші. Спеціальне контрастне освітлення поверхні світлодіодом або лазером полегшує роботу з камерою. Оптичні миші другого покоління мають величезну перевагу перед першим: вони не вимагають спеціального килимка для миші та працюють практично на будь-якій поверхні, крім дзеркальної або прозорої; навіть на PTFE (включаючи чорний).
Майже єдиним виробником оптичних сенсорів для миші є Avago Technologies. Його датчики мають роздільну здатність від 16×16 до 40×40 пікселів із частотою кількох тисяч кадрів в секунду. На кристал разом з датчиком вбудований спеціалізований процесор цифрової обробки сигналів для розрахунку переміщень.
Передбачалося, що такі миші будуть працювати на довільній поверхні, але незабаром з'ясувалося, що багато продаваних моделей (особливо перші широко продані пристрої) не так байдужі до текстури поверхні або візерунків на килимку. На деяких ділянках зображення графічний процесор здатний до серйозних помилок, що призводить до хаотичних рухів покажчика, які не відповідають дійсному. Для мишей, схильних до таких збоїв, потрібно вибирати килимок з іншим малюнком. Особливості контрастного підсвічування призводять до помилок миші на гладких поверхнях, таких як дзеркала.
Пил і пух на оптиці сенсора також призводять до помилок руху або ефекту невеликих рухів у стані спокою, що проявляється тремтінням покажчика на екрані, іноді з тенденцією ковзати в ту чи іншу сторону.

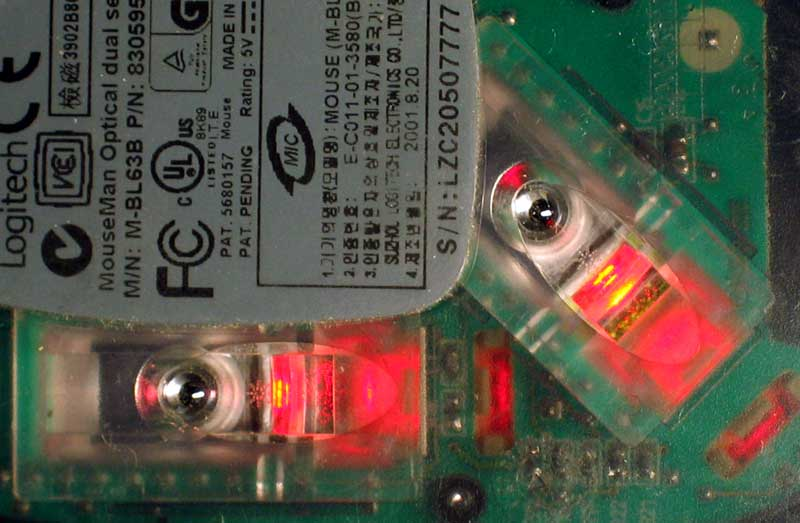
Подвійна сенсорна миша

Датчики другого покоління поступово вдосконалюються, і в наш час миші, схильні до збоїв, зустрічаються набагато рідше. Крім поліпшення датчиків, деякі моделі оснащені відразу двома датчиками переміщення, що дозволяє, аналізуючи зміни відразу на двох ділянках поверхні, виключити можливі помилки. Ці миші іноді здатні працювати зі склом, оргсклом і дзеркалами (на які інші миші не працюють).
Існують також килимки для миші, спеціально розроблені для оптичних мишей. Наприклад, килимок, на поверхні якого є силіконова плівка з суспензією блискіток (передбачається, що оптичний датчик набагато чіткіше виявляє рухи на такій поверхні).
Також деякі люди відносять світіння таких мишей до недоліків оптичних мишей навіть при вимкненому комп'ютері. Оскільки більшість недорогих оптичних мишей мають напівпрозорий корпус, вони пропускають червоне світло від світлодіодів, через що важко заснути, якщо комп'ютер знаходиться в спальні. Це відбувається, якщо напруга на порти PS/2 і USB подається від лінії резервної напруги; більшість материнських плат дозволяють змінити це за допомогою перемички +5 V <-> +5 VSB, але в цьому випадку ввімкнути комп'ютер з клавіатури буде неможливо. Щоб усунути цю проблему, ви також можете придбати мишку з інфрачервоним світлодіодним підсвічуванням.

#### Оптичні лазерні миші

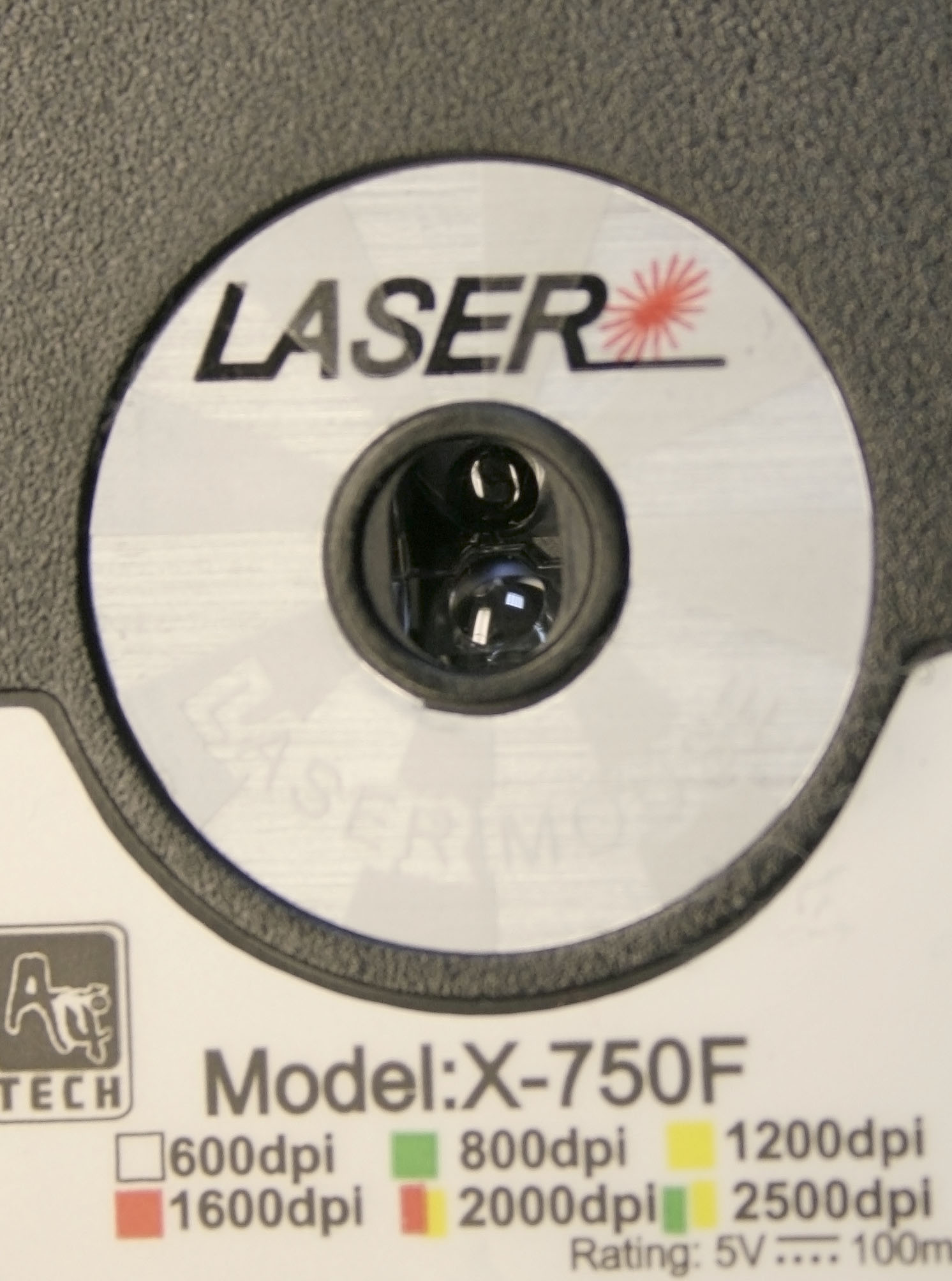
Лазерний датчик

В останні роки був розроблений новий, більш досконалий тип оптичного датчика, для освітлення якого використовується лазерний діод.
Про недоліки таких датчиків відомо небагато, але ми знаємо про їх переваги:
- вища надійність і роздільна здатність;
- відсутність помітного світіння (датчик має досить слабке лазерне освітлення видимого або, можливо, інфрачервоного діапазону);
- низьке енергоспоживання;
- Є повністю інтегровані рішення, коли лазер підсвічування виконується на тому ж кристалі, що й датчик[6].

### Індукційні миші

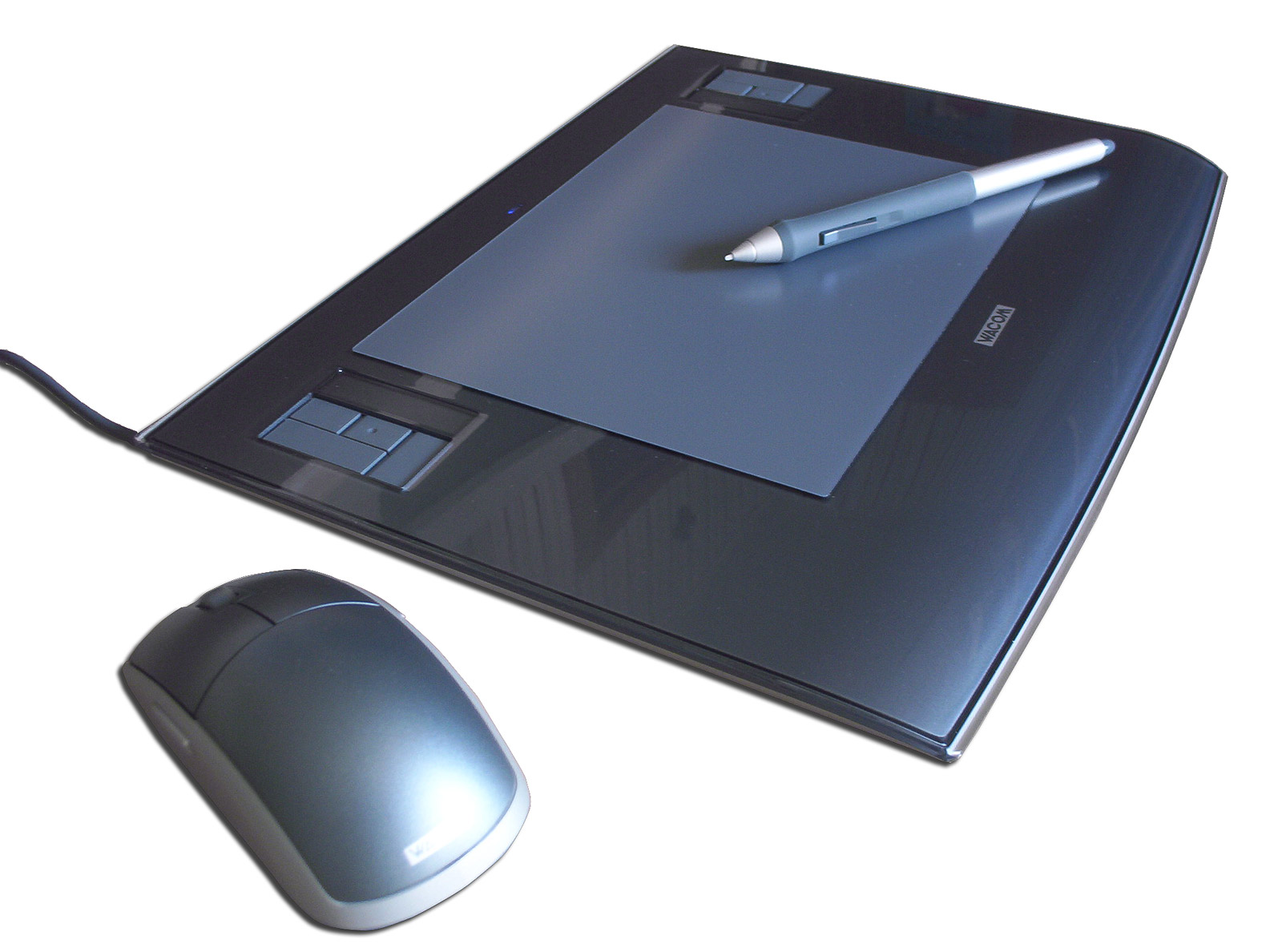
Графічний планшет з індукційною мишкою

Індукційні миші використовують спеціальний планшет, який працює як графічний планшет або входить до комплекту графічного планшета. Деякі планшети містять маніпулятор, схожий на скляну мишу-перехрестя, що працює за тим же принципом, але дещо відрізняється за виконанням, що дозволяє досягти підвищеної точності позиціонування за рахунок збільшення діаметра чутливої котушки та переміщення її з пристрою всередину поля зору користувача.
Індукційні миші мають хорошу точність і не потребують правильного орієнтування. Індукційна миша може бути «бездротовою» (планшет підключений до комп'ютера, на якому вона працює), а також може мати індуктивне живлення, отже, не потребує батарейок, як звичайні бездротові миші.
Миша в комплекті з графічним планшетом заощадить трохи місця на столі (за умови, що планшет завжди на ньому).
Індукційні миші рідкісні, дорогі й не завжди зручні. Поміняти мишу з графічного планшета на іншу (наприклад, таку, що більше підходить для руки тощо) практично неможливо.

### Гіроскопічні миші
Миша, оснащена гіроскопом, розпізнає рух не тільки на поверхні, а й у просторі: ви можете взяти її зі столу і керувати рухом руки в повітрі.
Гіроскопічні датчики вдосконалюються. Наприклад, Logitech стверджує, що MEMS механічні датчики, що використовуються в миші MX Air, менші за звичайні гіроскопічні датчики. На сьогоднішній день[коли?] миші NEO MOUSE, розроблені корейською компанією NEO REFLECTION, оснащені найменшим гіроскопічним датчиком. Вага «Neo mouse» всього 13 грамів, а за розмірами вона не більше пальчикової батареї.

## Кнопки
Кнопки є основними елементами керування мишкою, які використовуються для виконання основних маніпуляцій: виділення об'єкта (натисканням), активне переміщення (тобто переміщення з натиснутою кнопкою, для малювання або позначення початку і кінця сегмента на екрані, який можна інтерпретувати як діагональ прямокутника, діаметр кола, початкова та кінцева точки при переміщенні об'єкта, виділенні тексту тощо).

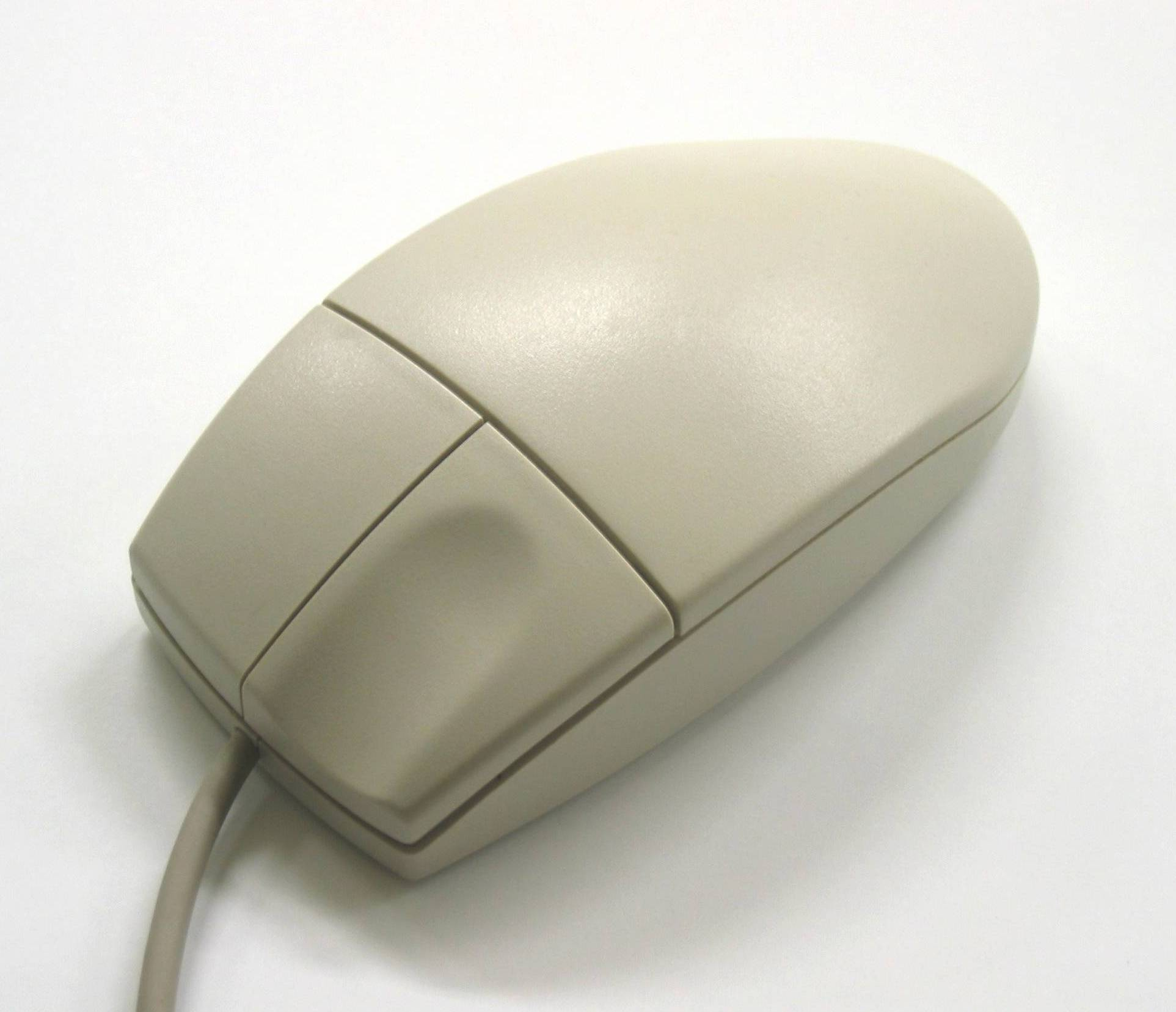
Двохкнопкова миша

Кількість кнопок на миші обмежує концепція їх використання наосліп аналогічно клавішам акордової клавіатури. Однак, на відміну від акордної клавіатури, яка може безболісно використовувати п'ять клавіш (по одній на кожен палець), мишу все одно потрібно рухати трьома (великий, безіменний і мізинець) або двома (великий і мізинець) пальцями. Таким чином, можна зробити дві-три повноцінні кнопки для використання паралельно з переміщенням миші по столу — під вказівним, середнім і безіменним пальцями (для трьох кнопок).
Крайні кнопки називають за положенням — ліва (під вказівний палець правші), права і середня, для трьохкнопкової миші.

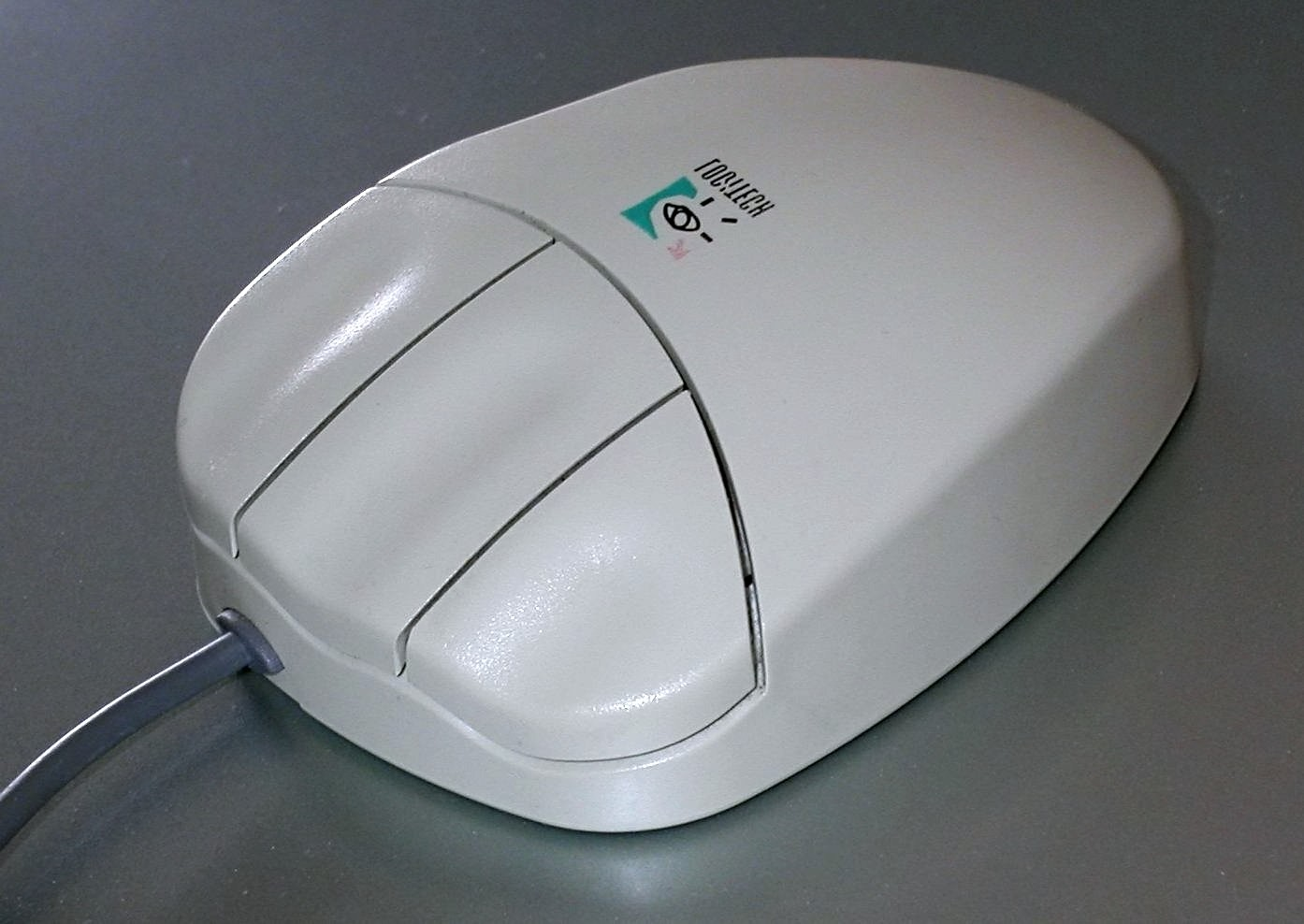
Трьохкнопкова миша

Довгий час дво- і трьохкнопкові концепції протиставлялися одна одній. Спочатку лідирували двокнопкові миші, оскільки на їхньому боці, крім простоти (три кнопки легше переплутати), зручності та відсутності надмірностей, було програмне забезпечення, яке ледве завантажувало дві кнопки. Але незважаючи ні на що, трьохкнопкові миші ніколи не припиняли продавати, поки протистояння не підійшло до кінця.

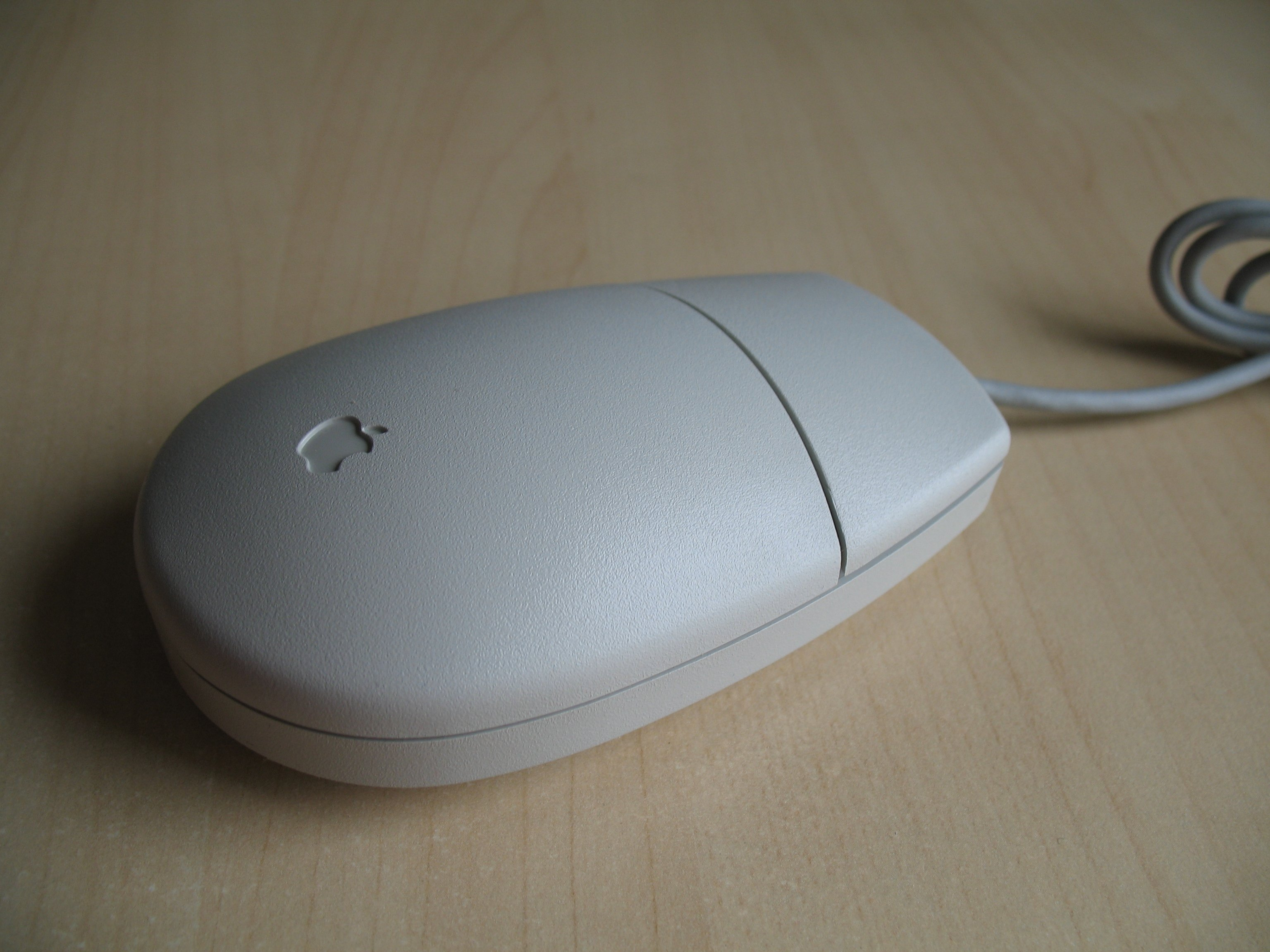
Однокнопкова миша Apple

Протистояння між дво- та трьохкнопковими мишами завершилося впровадженням прокрутки, популярної нової функції. Миша з двома кнопками тепер має невелику середню (третю) кнопку для вмикання та вимкнення прокрутки, яка незабаром перетворилася на колесо прокрутки, яке при натисканні працює як середня кнопка.
Apple придумав додаткові кнопки миші по-іншому. Спочатку, вважаючи навіть другу кнопку зайвою, донедавна Apple будувала всі свої інтерфейси для однокнопкової миші. Однак сучасні миші Apple, починаючи з Mighty Mouse, можна запрограмувати за допомогою однієї-чотирьох кнопок.

### Додаткові кнопки

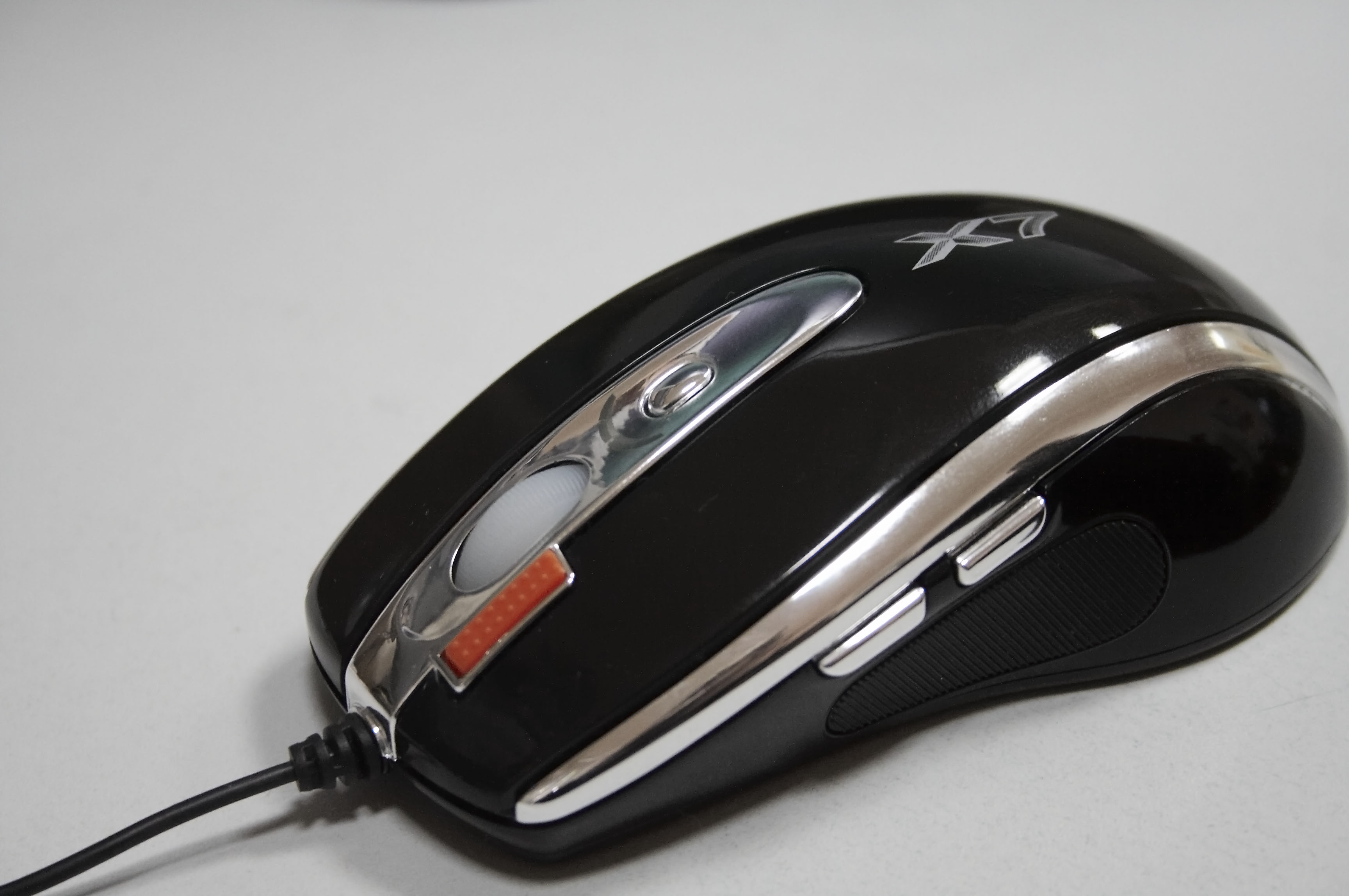
Миша A4Tech X7 з додатковими кнопками

Виробники постійно намагаються додати в топові моделі додаткові кнопки, найчастіше — кнопки для великого або вказівного, рідше — для середнього. Деякі кнопки використовуються для внутрішнього налаштування миші (наприклад, для зміни чутливості) або подвійного потрійного клацання (для програм та ігор), іншим призначаються деякі системні функції в драйвері та/або спеціальній утиліті, наприклад:
- горизонтальна прокрутка;
- подвійне клацання (подвійне клацання);
- навігація в браузерах і файлових менеджерах;
- регулювання гучності та відтворення аудіо та відеороликів;
- запуск додатків;
- тощо

### Сенсорне керування

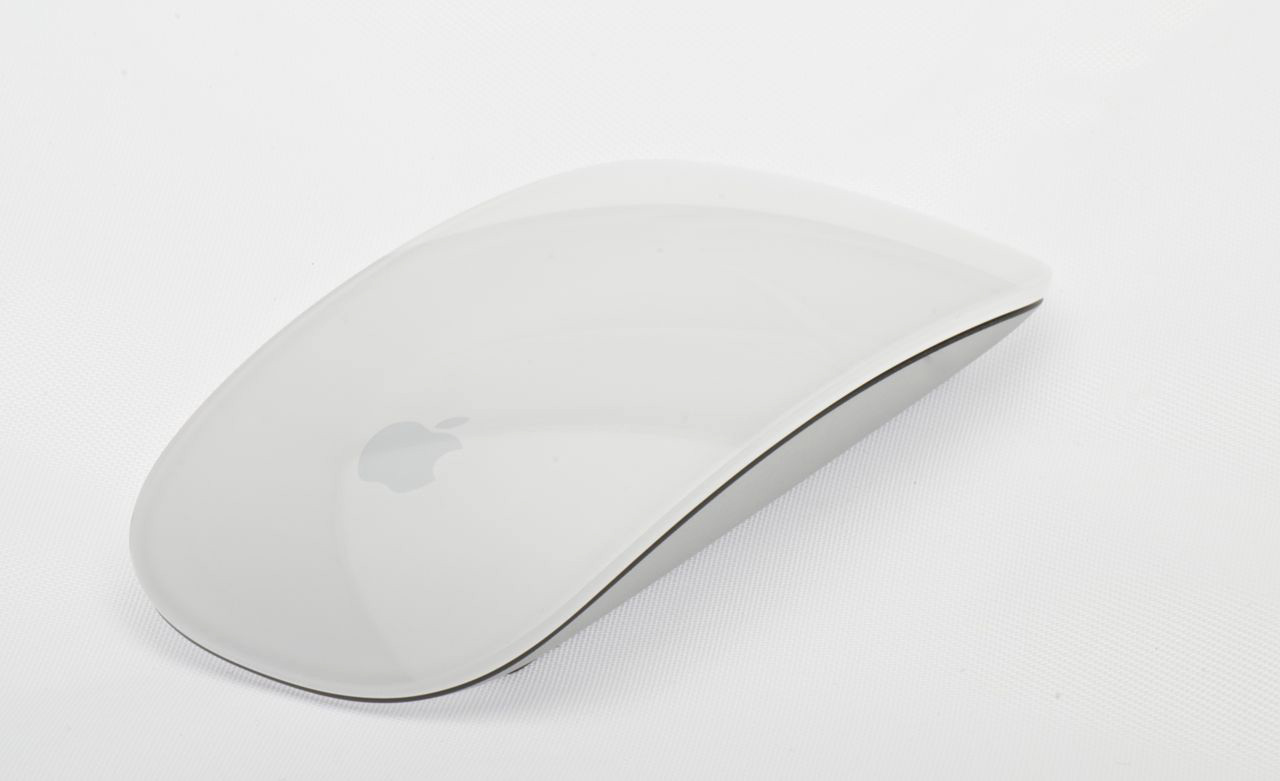
Apple Magic Mouse

У 2009 році Apple представила мишу Magic Mouse, першу у світі сенсорну мишу-мультитач. Замість кнопок, коліщат та інших елементів керування в цій миші використовується сенсорний тачпад, що дозволяє за допомогою різних жестів натискати, прокручувати в будь-якому напрямку, масштабувати зображення, переміщатися по історії документів тощо.

## Інші елементи керування
Більшість елементів, які не є кнопками, використовуються для прокручування вмісту (вебсторінки, документа, списку тощо) у вікнах програми та інших елементах інтерфейсу (наприклад, смуги прокрутки). Серед них можна виділити кілька конструкцій.

### Колеса і потенціометри
Колеса і потенціометри — це диски, що виступають з корпусу і доступні для обертання. Потенціометри, на відміну від коліс, мають кінцеві положення.
Наявність одного колеса між кнопками (або «прокрутки»; для вертикальної прокрутки) тепер є стандартом де-факто. Таке колесо може не бути присутнім у концептуальних моделях, які мають інші конструкції прокручування.
Також колеса та потенціометри можна використовувати для регулювання, наприклад, гучності.

### Мініджойстик

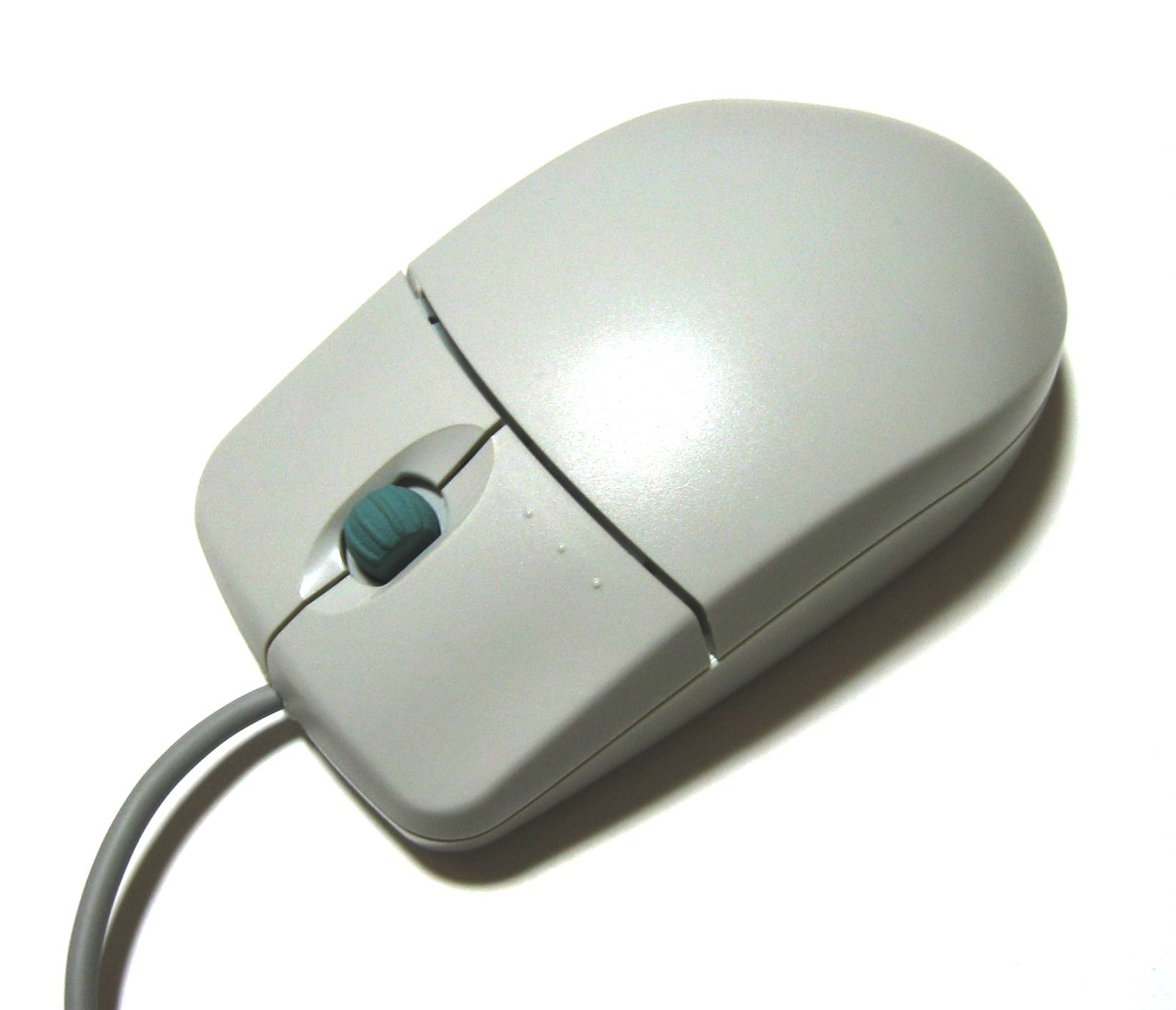
Миша Mitsumi Scroll, що має джойстик замість колеса прокручування

Мініджойстик — важіль з двома кнопками, що виключає одночасне натискання обох кнопок (або подвійне плече під прямим кутом, орієнтоване в чотирьох основних напрямках). Плічка може мати центральний важіль або, навпаки, центральне поглиблення (схоже на джойстики ігрових приставок). Мініджойстики з потенціометром зустрічаються рідко.
На додаток до вертикальної та горизонтальної прокрутки, джойстики миші можна використовувати для альтернативного переміщення вказівника або внесення змін, подібних до коліс.

### Трекболи
Трекбол — куля, що обертається в будь-якому напрямку. Рухи кульок видаляються механічно (як у механічної миші) або оптично (використовується в сучасних трекболах).
Трекбол можна розглядати як двовимірне колесо прокрутки. Як і джойстик, трекбол можна використовувати для альтернативного переміщення вказівника. Трекболи зазвичай використовуються професіоналами, такими як звукорежисери та інші, оскільки крутити кулю пальцями потрібно багато часу. Однак трекбол забезпечує більш точне позиціонування курсора, ніж миша, завдяки ідеальному поєднанню пари сенсор-кулька і відсутності впливу всієї руки на рух.
Трекбол, закріплений горизонтально, одна зі способів профілактики тунельного синдрому.
Трекбол менш підходить для шутерів через необхідність активно крутити колесо, але він добре справляється зі стратегіями; однак основне призначення цього пристрою — робота з додатками. Трекболи з регульованим прискоренням підходять для ігор, збільшуючи швидкість при довгих прокрутках.
У трекболів є і дуже істотний недолік — кулю і його поглиблення часто доводиться протирати від поту, пилу і жиру. Частковим розв'язанням проблеми міг би стати електромагнітний трекбол, але жодна компанія ще не запропонувала такий маніпулятор широкій публіці.

### Сенсорні смужки та панелі

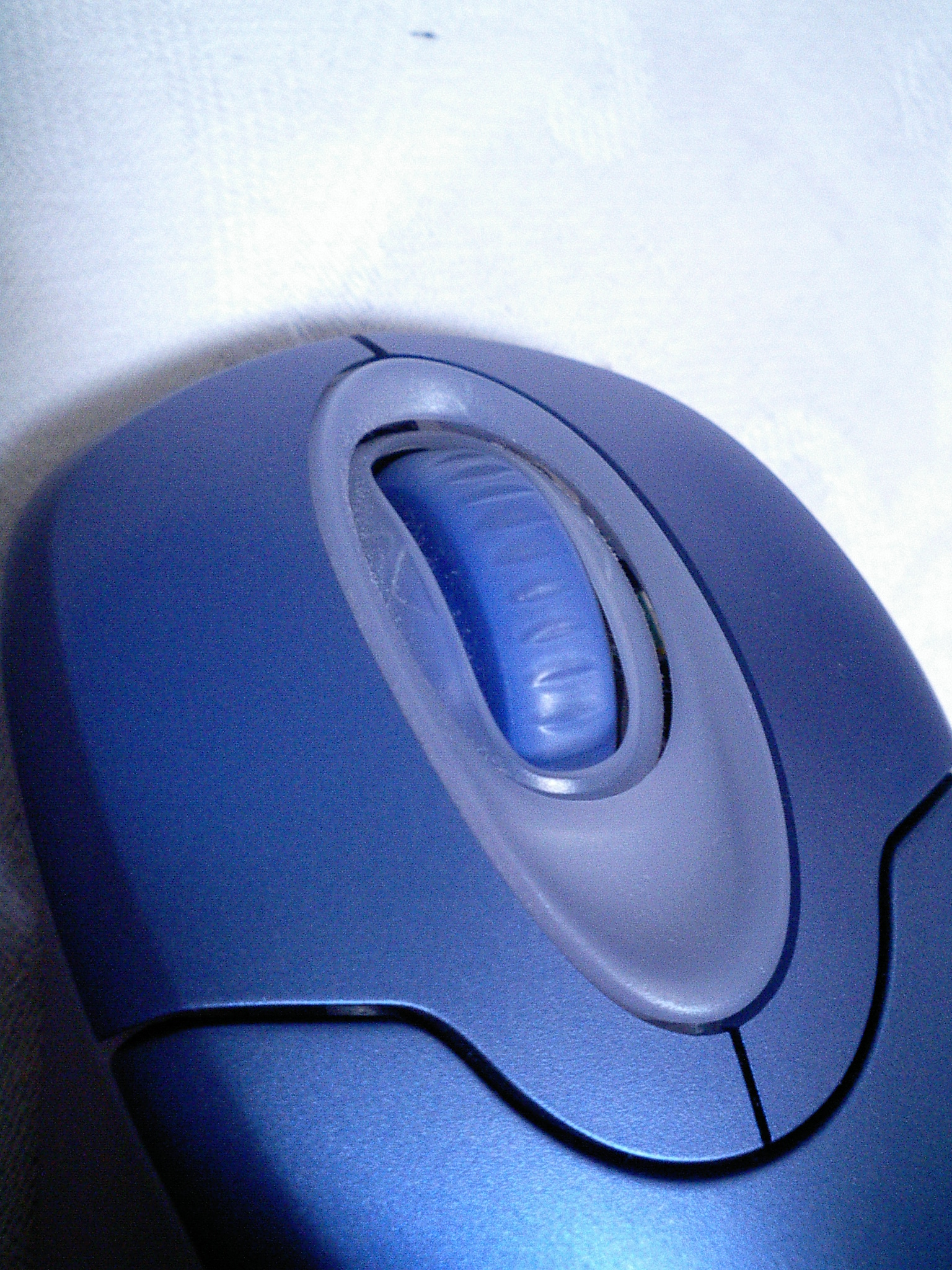
Колесо прокрутки, що коливається

Сенсорні смужки та панелі (тачпад) — елементи, що визначають рух пальця по поверхні. Смуги визначають рух в одному вимірі (як колеса), панелі визначають рух у двох (як трекболи).
Сенсорні смужки та панелі функціонують як трекбольні колеса, але не мають рухомих частин.

### Гібридні елементи управління
Гібридні елементи управління поєднують у собі кілька принципів.
Колеса, джойстики та трекболи можуть включати кнопку, яка може бути спрацьована при безпосередньому натисканні елемента керування. Таким чином, стандартне колесо прокрутки також є середньою кнопкою миші.
Колесо може мати елементи джойстика — свобода нахилу по осі обертання. Це обертове колесо прокрутки (нахил колеса служить для горизонтальної прокрутки), є одночасно і колесом, і джойстиком, і кнопкою.

## Інтерфейси підключення
Найперші миші (типу кульки) не мали всередині себе нічого, крім датчиків і кнопок, і були підключені до комп'ютера за допомогою свого адаптера (шинні миші англ. bus mouse) з шиною ISA, в якій оброблялися сигнали від датчиків.
Пізніше, з розвитком мініатюризації електронних компонентів, мишей почали підключати до комп'ютерів x86 через інтерфейс послідовного зв'язку RS-232 (послідовні миші) з роз'ємом DB25F, а пізніше — DB9F. У 1990-х роках більшість вироблених мишей вже були ланцюгом. Послідовна миша живилася від лінії DTR (Computer Ready) роз'єму RS-232.
PS/2 комп'ютер IBM має спеціальний порт mini-DIN для миші, як і клавіатура. Пізніше роз'єми клавіатури та миші PS/2 були включені в сучасний стандарт материнської плати ATX. Такі миші лідирували за продажами в період 2001—2007 років і досі використовуються, поступово поступаючись інтерфейсом USB. Через особливості апаратного забезпечення IBM-сумісних комп'ютерів інтерфейс миші PS/2 деактивувався при завантаженні, якщо миша не була підключена, а при завантаженні комп'ютера підключати її до роз'єму було марно, однак такі миші не завантажував центральний процесор комп'ютера і працював більш плавно в ранніх варіантах комп'ютерів з шиною USB. Спочатку миші PS/2 і RS-232 мали перевагу в тому, що вони могли передавати зразки на комп'ютер з більш високою частотою — частота опитування перших USB-мишей була обмежена частотою кадрів шини USB 1.1 (1 кГц).
Існує багато доступних бездротових мишок. Найчастіше вони побудовані на спеціальному радіоканалі, але все більшої популярності набувають бездротові миші з універсальним бездротовим радіоінтерфейсом Bluetooth.
Більшість сучасних мишок мають інтерфейс USB, іноді з адаптером PS/2. Apple наразі постачає миші Bluetooth для своїх комп'ютерів, хоча миші USB також можна використовувати.

### Бездротові миші

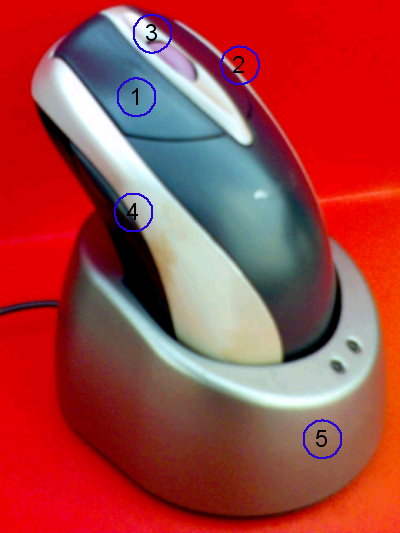
Бездротова миша, що перезаряджається(1 — ліва кнопка, 2 — права кнопка, 3 — колесо прокутки, 4 — миша, 5 — док-станція)

Сигнальний провід миші іноді розглядається як перешкода та обмежуючий фактор. У бездротових мишей цей фактор відсутній. Однак у бездротових мишей є серйозна проблема — разом із сигнальним кабелем вони втрачають стаціонарне живлення і змушені бути автономними, від акумуляторних батарей, які потребують підзарядки або заміни, а також збільшують вагу пристрою.
Батареї бездротової миші можна заряджати як зовні, так і всередині миші (так само, як батареї в мобільних телефонах). В останньому випадку мишу необхідно періодично підключати до стаціонарного джерела живлення через кабель, док-станцію або індукційну панель живлення.

#### Оптичне з'єднання
Перші спроби полягали в запровадженні інфрачервоного зв'язку між мишею і спеціальним приймаючим пристроєм, який, своєю чергою, був підключений до порту комп'ютера.
На практиці оптичний зв'язок показав серйозний недолік: будь-яка перешкода між мишею і сенсором заважала роботі.

#### Радіозв'язок

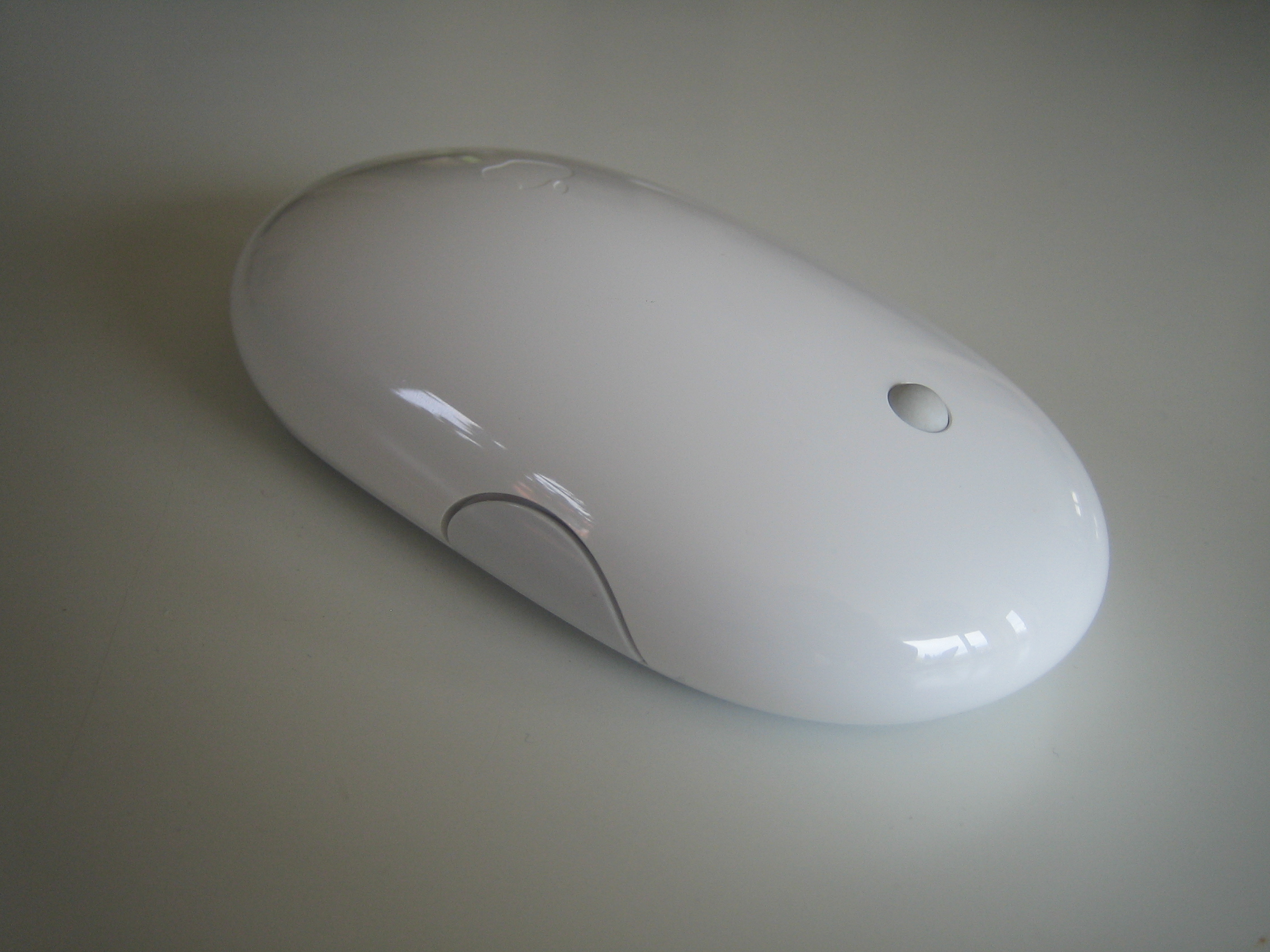
Бездротова миша Apple Mighty Mouse

Радіозв'язок між мишею і приймаючим пристроєм, підключеним до комп'ютера, усунув недоліки інфрачервоного зв'язку і витіснив його.
Можна виділити три покоління бездротових мишей. Перше покоління використовувало діапазони частот, призначені для радіокерованих іграшок (27 МГц). Вони мали низьку частоту дискретизації (зазвичай 20—50 Гц), нестабільний зв'язок, взаємний вплив при розташуванні поблизу. У таких мишей виникла курйозна проблема: оскільки радіус дії цих мишей становив кілька метрів, а організації, як правило, закуповували однотипне обладнання партіями, були випадки, коли миша, розташована навіть на сусідньому поверсі, керувала курсором на екрані комп'ютера. Такі миші, як правило, мають перемикач, що дозволяє вибрати один з двох радіочастотних каналів, в більшості випадків перемикання на інший канал усуває проблему. В даний час мишей першого покоління більше не випускають.

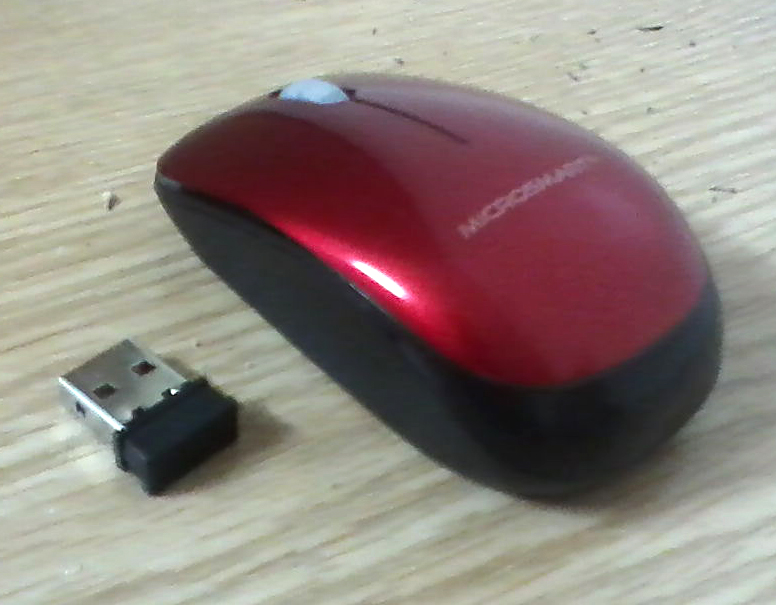
Бездротова миша з ключем

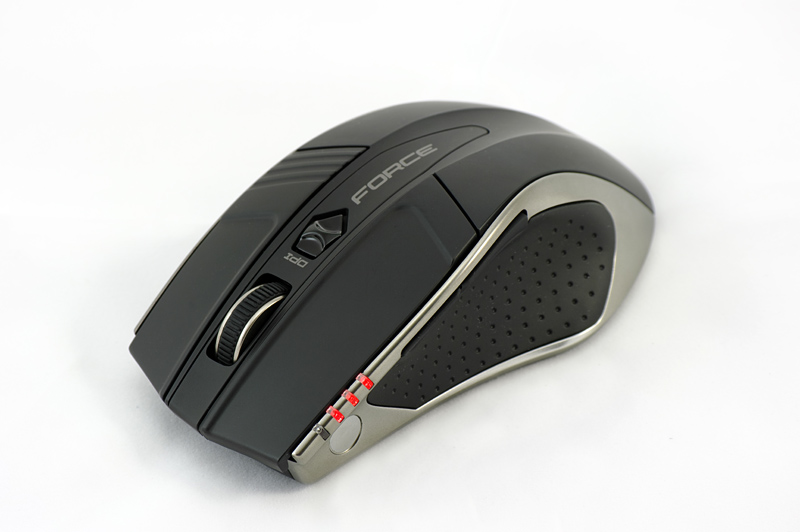
Чорна бездротова миша Gigabyte Force M9 ICE з лазерним датчиком

Друге покоління радіомишей використовувало вільний діапазон частот 2,45 ГГц і було побудовано на основі високоінтегрованих високошвидкісних радіоканалів. У таких рішеннях вдалося повністю позбутися від «дитячих хвороб» першого покоління. Основним недоліком є необхідність спеціального USB-ключа, в якому знаходиться приймач миші. Цей ключ займає USB-роз'єм на вашому комп'ютері. Втрата ключа робить мишу «мертвою» залізом через несумісність методів радіозв'язку різних виробників. Найбільшого поширення в даний час отримують миші другого покоління.
Третє покоління радіомишей використовує стандартні радіоінтерфейси. Як правило, це Bluetooth або (набагато рідше) інші стандартні радіоінтерфейси персональної мережі. Мишам з Bluetooth не потрібен спеціальний ключ, оскільки сучасні комп'ютери оснащені цим інтерфейсом. Ще одна перевага мишей Bluetooth полягає в тому, що не потрібні спеціальні драйвери. Недоліком Bluetooth є висока ціна і більш високе енергоспоживання.

#### Індукційні миші
Індукційні миші найчастіше мають індукційне живлення від спеціальної робочої платформи («килимок») або графічного планшета. Але такі миші лише частково бездротові — планшет або платформа все-таки підключаються кабелем. Таким чином, кабель не заважає переміщенню миші, але і не дозволяє працювати на відстані від комп'ютера, як у звичайної бездротової миші.

## Додаткові функції
Siemens розробив для систем керування мишу з дактилоскопічним сканером відбитків пальців.
З кінця 20 століття виробництво аксесуарів спеціально для любителів комп'ютерних ігор набирає обертів. Ця тенденція не обійшла стороною комп'ютерних мишок. Цей підтип відрізняється від своїх звичайних офісних аналогів більшою чутливістю (до 12 000 dpi для Logitech G502), додатковими кнопками, що регулюються індивідуально, нековзкою зовнішньою поверхнею та дизайном. У високоякісних ігрових мишах розподіл ваги регулюється — це необхідно для того, щоб всі ніжки миші були рівномірно навантажені (так миша ковзає плавніше).
Як і будь-який елемент комп'ютера, миша стала об'єктом для моддингу.
Деякі виробники мишей додають до миші функцію сповіщення про будь-які події, що відбуваються в комп'ютері. Зокрема, Genius і Logitech мають моделі, які сповіщають вас про непрочитані електронні листи у вашій папці «Вхідні», блимаючи світлодіодним світлом або відтворюючи музику через вбудований динамік миші.

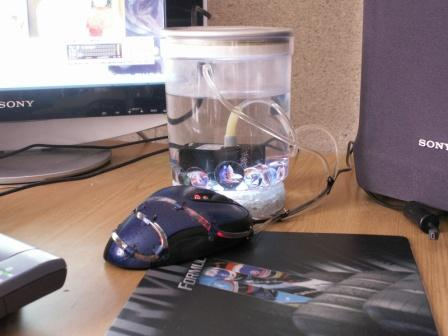
Водяне охолодження встановлено моддером на мишку

Відомі випадки розміщення вентилятора всередині корпусу миші для охолодження, коли рука користувача працює з потоком повітря через спеціальні отвори. Деякі моделі мишей, призначені для комп'ютерних геймерів, мають невеликі ексцентрики, вбудовані в корпус миші, які забезпечують відчуття вібрації при пострілі в комп'ютерних іграх. Прикладом таких моделей є лінійка Logitech iFeel Mouse.
Крім того, існують міні-мишки, призначені для власників ноутбуків, які мають невеликі розміри та легкість.
Деякі бездротові миші мають можливість працювати як пульт дистанційного керування (наприклад, Logitech MediaPlay). Вони мають дещо змінену форму, щоб працювати не тільки на столі, але й у руці.

## Переваги та недоліки
Переваги
Миша стала основним вказівним пристроєм завдяки таким характеристикам:
- Дуже низька ціна в порівнянні з іншими пристроями, такими як сенсорні екрани;
- Миша підходить для тривалого використання. На початку створення мультимедійних режисерів любили показувати комп'ютери «майбутнього» з сенсорними інтерфейсами, але на практиці цей метод введення досить виснажливий, оскільки доводиться тримати руку на пульсі;
- Високоточне позиціонування курсора. За допомогою миші (за винятком деяких «невдалих» моделей) легко потрапити в потрібний піксель екрана;
- Миша дозволяє виконувати безліч різних маніпуляцій — подвійні та потрійні клацання, Drag-and-drop (перетягування), жести, натискання однієї кнопки при перетягуванні іншої тощо. Тому можна зосередити велику кількість елементів управління в одній руці — багатокнопкові миші дозволяють керувати, наприклад, браузером, без залучення клавіатури.

Недоліки
- Ймовірна небезпека синдрому зап'ястного каналу[джерело не вказане 4471 день];
- Для роботи необхідна рівна гладка поверхня достатнього розміру (крім, можливо, гіроскопічних мишей);
- Стійкість до вібрацій. З цієї причини миша практично не використовується у військових пристроях. Трекбол займає менше місця для роботи й не вимагає переміщення руки, не може загубитися, має більшу стійкість до зовнішніх впливів та є більш надійним.

## Способи захоплення миші
Офісні миші (за винятком маленьких мишок для ноутбуків) зазвичай однаково підходять для всіх ручок. Ігрові миші, як правило, оптимізовані під той чи інший хват — тому, купуючи дорогу мишу, рекомендується «приміряти» мишу під свій спосіб захоплення.

### Миші для лівшів
Деякі миші можуть не підходити для шульги. Лівші зазвичай вибирають симетричних мишей. Такими пристроями однаково комфортно можуть користуватися як лівші, так і правші. Для зручності використання миші такими користувачами в операційних системах комп'ютерів є можливість дзеркального перепризначення кнопок миші.

## Підтримка програмного забезпечення
Відмінною особливістю мишей як класу пристроїв є хороша стандартизація апаратних протоколів.
- Для взаємодії з мишею за інтерфейсом RS-232 стандартом де-факто є протокол MS Mouse фірми Microsoft, розроблений для MS-DOS і підтриманий драйвером mouse.com. Конкуруючий інтерфейс IBM PC Mouse був витіснений з ринку до середини 1990-х років.
- Для миші PS/2, керованої контролером i8042, роль стандарту грає специфікація IBM, вперше опублікована документації до комп'ютерів PS/2; пізніше специфікація була розширена для підтримки колеса прокручування.
- Базовий протокол (англ. boot protocol) для USB-мишей входить до специфікації USB 1.1 (додаток B.2)[8].

Завдяки цій функції один стандартний драйвер, що постачається з ОС, і навіть BIOS комп'ютера може працювати практично з будь-якою мишею. Додаткове програмне забезпечення потрібно лише для підтримки конкретних можливостей продукту. Додаткові функції є нестандартними та мають обмежену програмну підтримку.
- Для Windows така миша поставляється з програмою для прив'язки нестандартних компонентів миші до подій в ОС.
- У дистрибутивах Linux доступна програма btnx, яка пов'язує (перепризначає) маніпуляції мишею (у тому числі стандартні) із визначеною користувачем комбінацією клавіш.

## Ігрові миші

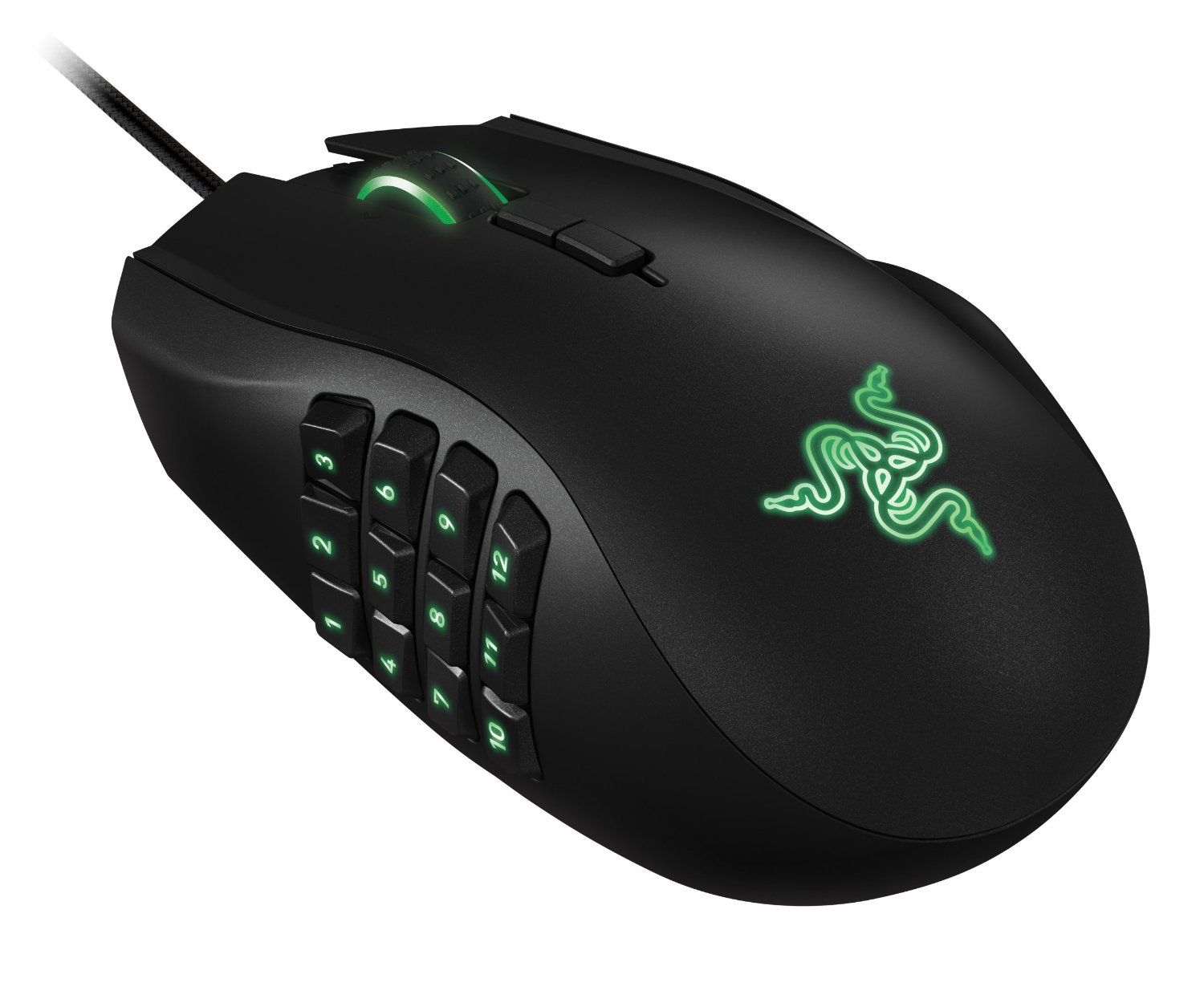
Ігрова миша Razer Naga 2014 з додатковими кнопками

Ігрові миші призначені для зручності грання в відеоігри, зокрема в кіберспорті. Сенсори ігрових мишей оптичні чи лазерні з роздільністю до 42 тис. DPI. Вони можуть мати спеціальні перемикачі для зміни чутливості сенсора відповідно до різних завдань. Важливою характеристикою є швидкість відгуку, тобто, скільки разів на секунду миша повідомляє комп'ютеру про своє розташування; вимірюється в Герцах. Швидкість відгуку може досягати 8000 Гц. Крім того, для ігрових мишей враховується швидкість відслідковування, що вказує наскільки швидко можна рухати мишу, зберігаючи точне відстеження її руху. Також враховується відстань відриву (Lift-off distance, LOD) від поверхні, за якої сенсор реєструє рух.
Ігрові миші часто мають різкий, агресивний дизайн, підсвічування. Переважно ігрові миші виготовляються з пластику, якому надаються різні текстури для легкості тримання. Деякі ігрові миші мають гумові або силіконові накладки на певних частинах для покращення захоплення. Форма може бути такою, щоб миша прилягала однаково до правої чи лівої руки, або лише до однієї. Маса варіюється від «ультралегких» (менше 80 г) до важких (понад 130 г).
За способом захоплення ігрові миші поділяються на ті, що утримуються долонею, пальцями чи «кігтевим» хватом: коли долоня рухає мишу, а зігнуті пальці керують кнопками.
Хоча існують варіанти бездротових ігрових мишей, «золотим стандартом» для геймерів є дротові миші, що забезпечують меншу затримку сигналу.
Багато ігрових мишей мають додаткові кнопки збоку, особливо там, де до них можна натискати великим пальцем. Ці кнопки можна запрограмувати на виконання команд, які зазвичай виконуються з клавіатури «гарячими клавішами». Програмно може обчислюватися відхилення від прямолінійного руху, щоб виправляти його.